# Монтефранко
Монтефранко (італ. Montefranco) — муніципалітет в Італії, у регіоні Умбрія,  провінція Терні.
Монтефранко розташоване на відстані близько 85 км на північ від Рима, 65 км на південний схід від Перуджі, 11 км на схід від Терні.
Населення — 1278 осіб (2014).

## Демографія
Населення за роками:

Станом на 1 січня 2023 року в муніципалітеті офіційно проживало 128 іноземців з 22 країн, серед них 32 громадяни країн Євросоюзу та 10 громадян України.

## Сусідні муніципалітети
- Арроне
- Ферентілло
- Сполето
- Терні